# Nils Nilsson (konstnär)
För andra konstnärer med samma namn, se Nils Nilsson.

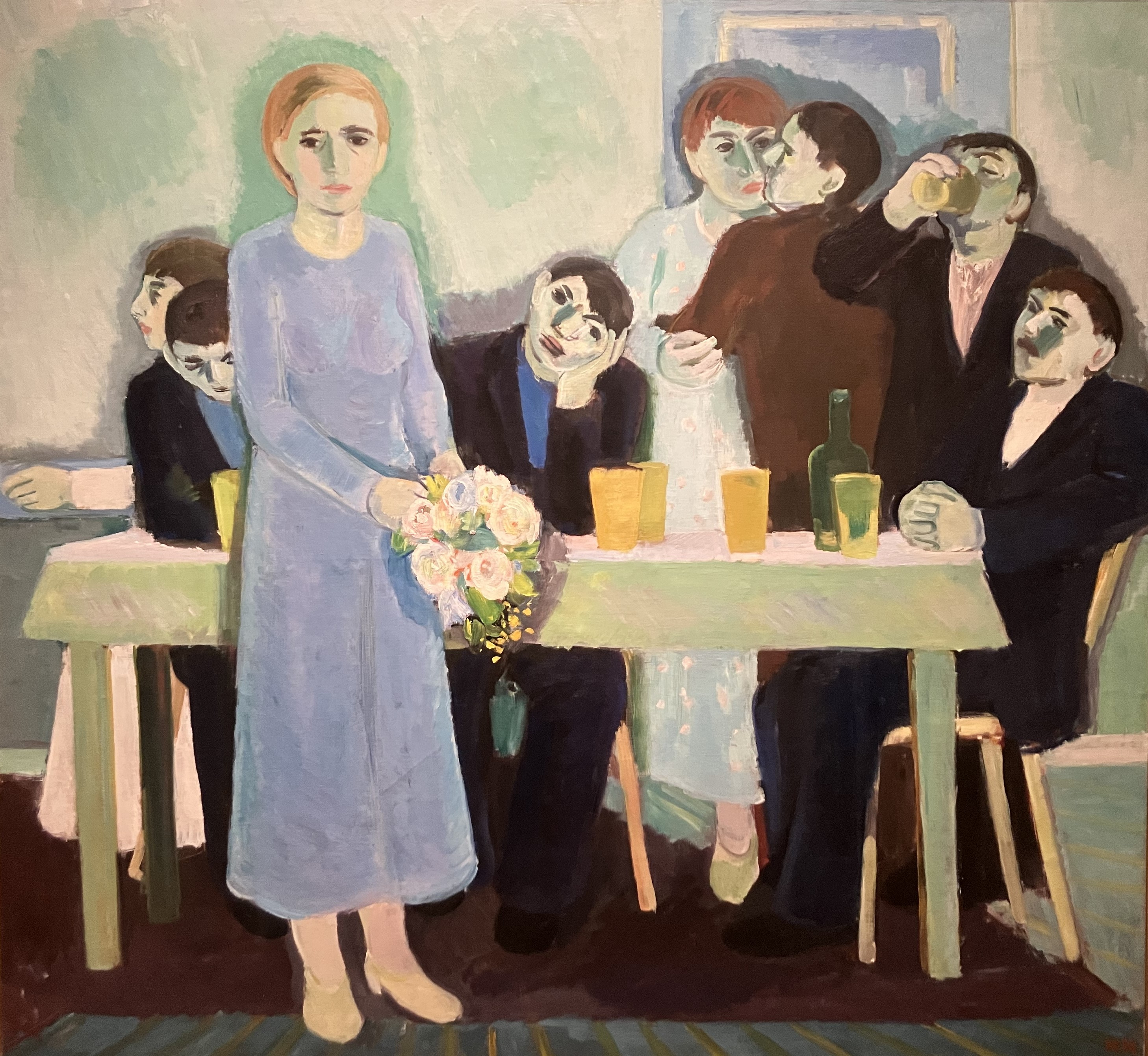
Nils Nillsons Kafé från 1934. Moderna Museet.

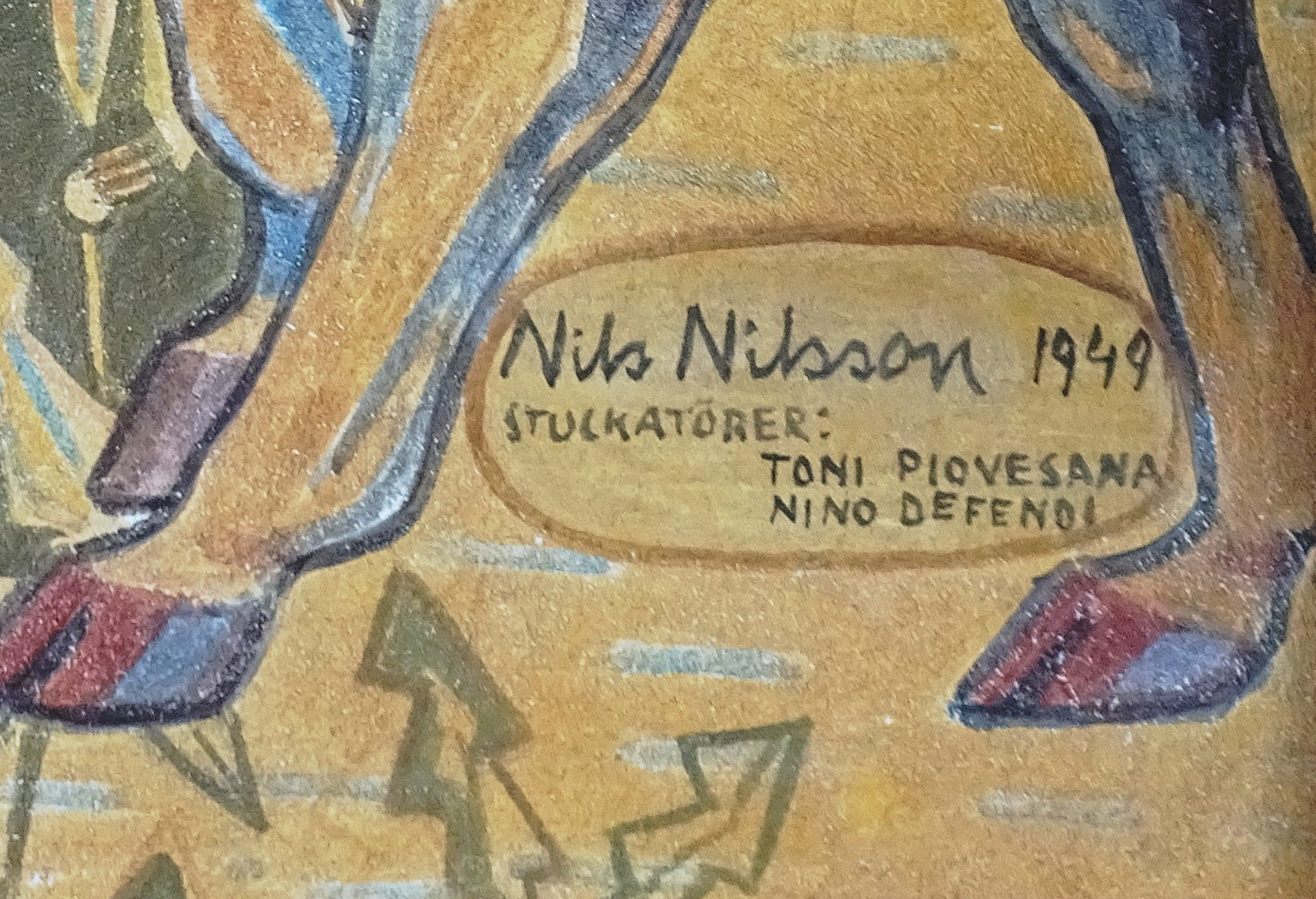
Nilssons signatur på fresken "Lek och allvar" i Skanskvarnsskolan, Stockholm.

Nils Helge Reinhold Nilsson, född 2 oktober 1901 i Göteborg, död 1 december 1949 i Göteborg, var en svensk tecknare, målare, skulptör och konstpedagog.

## Utbildning och verksamhet

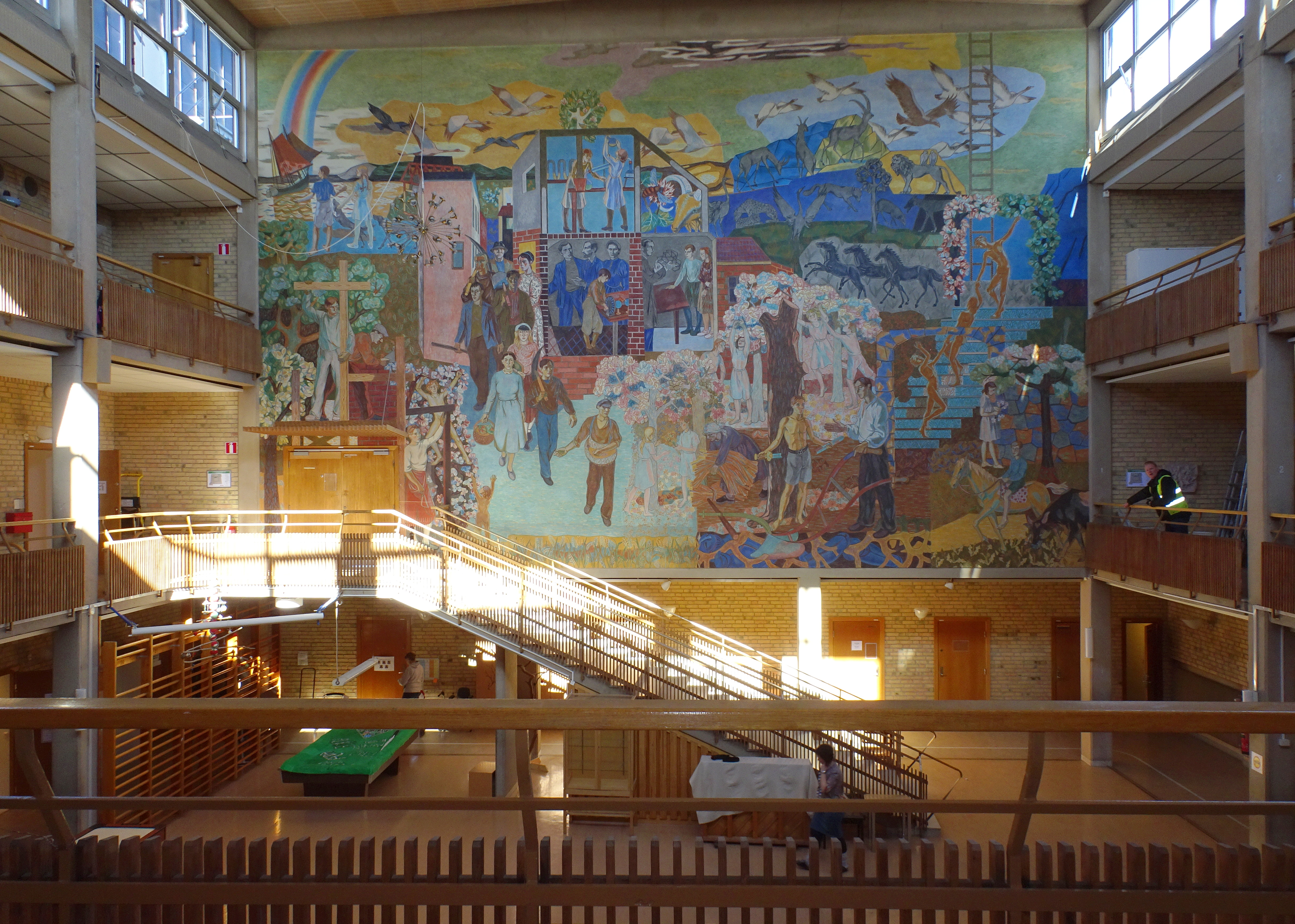
"Lek och allvar" (1949), fresk, Skanskvarnsskolan, Stockholm.

Nils Nilsson växte upp under knappa omständigheter, först i Göteborg och senare i Malmö. Han utbildade sig på kvällstid till ciselör 1918–1919 och studerade därefter måleri för Jules Schyl i Malmö och Fredrik Krebs i Lund. Han kom in på Valands målarskola 1922 och var där elev till Tor Bjurström fram till 1927, med avbrott för studier i Paris på Académie Scandinave under den norske målaren Per Krohg 1925–1926. År 1927 bosatte han sig i Malmö och hade samma år en separatutställning i HT-centralen i Göteborg. På somrarna vistades Nils Nilsson ofta i Hovs hallar, utanför Båstad på skånska västkusten, varifrån många av hans målningar härstammar. Han hämtade också inspiration från längre resor till Italien, Frankrike, Spanien och Tyskland.
År 1935 fick Nils Nilson sitt definitiva genombrott efter en separatutställning i Svensk-franska konstgalleriet i Stockholm, senare utvidgad i en i konsthallen i Göteborg. Han bodde då i Malmö och anlitades genom Axel Romdahls försorg att utföra sin första monumentalmålning, en fresk för Högre allmänna läroverket för flickor i Göteborg. År 1938 flyttade han till Göteborg för att tillträda  tjänsten som lärare och föreståndare för Valands målarskola. Han innehade denna tjänst till 1947.
Nils Nilsson räknas till gruppen Göteborgskoloristerna. Han var medlem i det konstnärsägda galleriet Färg och Form och var 1940 en av stiftarna av konsttidskriften Paletten.
Nilsson är representerad bland annat på Göteborgs konstmuseum, Kalmar Konstmuseum, Moderna Museet, Nationalmuseum, Stockholm, Norrköpings konstmuseum, Bohusläns museum, och Malmö museum.
Nils Nilsson är begravd på Örgryte nya kyrkogård.

## Offentliga verk i urval
- Dansen (1935), fresk, dåvarande Högre allmänna läroverket för flickor i Göteborg.
- Under bron (1940), fresk, dåvarande Turitzhuset, Gamlestadsvägen 4 i Göteborg
- Lek och allvar (1949), fresk, Skanskvarnsskolan i Stockholm
- Altartavla till Oxelösunds kapell

## Nils Nilssons Valands-elever (urval)
- Tore Ahnoff
- Arne Andersson
- Maj Arnell
- Bængt Dimming
- Brita Hansson
- Olle Langert
- Arne Malmborg
- Liliane Nystroem
- Leo Reis
- Brita Rothlin-Zachrisson
- Olle Skagerfors
- Sven Svensson
- Per Olof Zachrisson